# 醒めながら見る夢
『醒めながら見る夢』（さめながらみるゆめ）は、辻仁成監督による2014年5月17日公開の日本映画。
英語タイトルは『The unfading dream we have』。2011年に辻が脚本・音楽・演出を手掛けた音楽劇『醒めながら見る夢』をベースに基づいて制作され、2013年7月に茨城郊、京都にて撮影された。辻が執筆した原作本が角川書店より2014年4月発売。緊縛描写シーンがあるという理由により、R15+指定となっている。4月6日、広島県「八丁座」にて先行上映された。

## 音楽劇
堂珍嘉邦が演じる作曲家の海江田ユウジは演出家の矢崎ヒロシに制作中の劇を降りたいと伝える、帰宅した海江田は村川絵梨演じる極秘結婚した元女優の葛西アキとの同居生活、葛西の為に1年間休業宣言する海江田。
10年前に遡り海江田は1年間見つめ続け初めて会った葛西に即興で創ったというラブソングを披露、告白成功し付き合う。
海江田は楽曲は全ては葛西に捧げる為であったと伝えるが、ショックを受けた矢崎は海江田に葛西は1年前不慮の事故により亡くなったが海江田が原因ではないと伝えるが、自宅に籠り自暴自棄になる。
1週間食事せず自宅で衰弱する海江田にのみ見える葛西は記憶の中で生きているなど愛の言葉をかけ続け、海江田は希望を抱え、葛西は海江田がまもなく発見され助かると言い、
矢崎と華城季帆演じる女優のエミリー松村が駆けつけようとした所で幕が閉じる。
京都が舞台ではない。演出家の矢崎ヒロシは松田賢二が演じ、村井良大は本編には絡まない悪魔役。劇中歌全ての作詞作曲は辻仁成が担当し、堂珍は「想い出を盗まないで」「なぜならぼくは恋している」「めりーごーらんど・わんだーらんど」「愛と死」を歌った。

## 原作
亜紀に憧れながら生きてきた陽菜、大学二年当時優児の自宅にて亜紀が眠りにつく中、陽菜は優児と肉体が絡み合う関係を持つ。優児とは肉体が絡み合う関係になったと亜紀に告白する陽菜、衝撃を受ける亜紀。
縄師の五郎に引き取られて5年経過した文哉は陽菜と出会い命を狙いたい奴がいるとピストルを要求される。5年前亜紀は23歳で劇団に入団し海江田優児と出会い交際が始まる、亜紀との同居生活を続ける優児は陽菜と再会し亜紀が交通事故を装った自殺だったと聞かされ叫んで店から走っていく。文哉がピストルで陽菜を狙おうとした際、陽菜は姉の元に逝けると言ったが、弾丸は命中せず五郎は鴨川へピストルを捨てに行った際亜紀の姿を発見し物語が終了する。
醒めながら見る夢（2014年4月 角川書店 ISBN 4041107288）。音楽劇との関連はないが、海江田優児・文哉・陽菜・悠乃・五郎の過去、現在の接点が本人視点で展開されている。

## 映画
演出家の海江田優児は元劇団員の亜紀と極秘結婚、優児は亜紀の妹の大学生の陽菜と出会うが話を聞く事を避け、引退を表明する。縄師の五郎の弟子である文哉と出会った陽菜は命を狙いたい奴がいるとピストルを文哉に交際する条件と引き換えとして要求する。
亜紀との同居生活を続ける優児は陽菜と再会しかつて自身と優児とは肉体が絡み合う関係になったという事、亜紀の日記には交通事故を装った自殺だった、裏切った二人が許せない書かれていたと聞かされた優児は叫んで店から走っていく。癒しを求めて五郎に縛られる陽菜の前にピストルを持ってきた文哉は混乱しつつピストルを
陽菜に向ける。陽菜は自分が五郎の娘である事、陽菜は姉の元に逝けると言ったが、弾丸は命中せず泣く文哉を慰める陽菜。自宅で亜紀に優児は「自分を励ます為に存在している幻の亜紀」だと言い、陽菜から姉の日記は嘘だったと聞かされた。川で石を積む優児は亜紀に「死者を忘れないと」笑顔で言い物語が終了する。

## キャスト
- 海江田優児 - 堂珍嘉邦
- 亜紀 - 高梨臨
- 文哉 - 村井良大
- 陽菜 - 石橋杏奈
- 竜也 - 松岡充
- 悠乃 - 高橋ひとみ

## 主題歌
「醒めながら見る夢」
作詞・作曲:辻仁成、編曲：磯江俊道、歌 - 堂珍嘉邦

## DVD
- 醒めながら見る夢（2014年11月21日発売）